# Hamid Karzai
Hamid Karzai (pašt.: حامد کرزی, rođen 24. prosinca 1957.) dvanaesti je bivši predsjednik Afganistana, stupio na dužnost 2. prosinca 2004. do 29. rujna 2014. godine. Postao je dominantna politička osoba poslije uklanjanja talibanskog režima 2001. Na Međunarodnoj konferenciji o Afganistanu u Bonnu u Njemačkoj u prosincu 2001. izabran je, od strane istaknutih afganistanskih političara, za predsjednika Privremene uprave na mandat od šest mjeseci. Potom je izabran za privremenog predsjednika na mandat od dvije godine. Na predsjedničkim izborima 2004. pobijedio je Yunusa Qanunija s 55,4% te postao predsjednik Islamske Republike Afganistan. Dužnost predsjednika prestao je obnašati u rujnu 2014. i naslijedio ga je Ashraf Ghani.